# Mathieu Biron
Mathieu Biron (né le 29 avril 1980 à Lac-Saint-Charles, maintenant partie de Québec au Québec) est un joueur de hockey sur glace. Il est le frère cadet du gardien de but des Rangers de New York, Martin Biron.

## Carrière
Il commence sa carrière dans la Ligue de hockey junior majeur du Québec en 1997 en jouant pour les Cataractes de Shawinigan.
Lors du repêchage d'entrée dans la Ligue nationale de hockey de 1998, il est choisi par les Kings de Los Angeles lors de la première ronde (21e choix au total). Il ne jouera toutefois jamais pour les Kings. Après une autre année dans la LHJMQ, il rejoint plutôt les Islanders de New York en 1999 où il jouera pendant deux saisons.
Par la suite, il jouera pour plusieurs formations différentes de la LNH, jouant tour à tour pour le Lightning de Tampa Bay, les Panthers de la Floride et les Capitals de Washington.
En 2006-07, il signe avec les Sharks de San José, mais ne jouera que pour le club école de l'équipe dans la Ligue américaine de hockey, les Sharks de Worcester. Au cours de la saison, il est échangé aux Canadiens de Montréal en retour de Patrick Traverse. Encore une fois, il n'endossera jamais l'uniforme des Canadiens, mais va remporter la Coupe Calder avec les Bulldogs de Hamilton à la fin de la saison.
À l'été 2008, il quitte l'Amérique pour rejoindre les Lions de Francfort de la DEL en Allemagne. Il joue une saison avec cette équipe, puis la saison suivante avec un autre club de cette ligue, les Hamburg Freezers.
Le 2 décembre 2010, il signe un contrat avec l'Isothermic de Thetford Mines de la Ligue nord-américaine de hockey. C'est un retour pour lui à Thetford Mines, puisqu'en 2004-2005, lors du lock-out dans la LNH, il avait joué avec le Prolab de Thetford Mines.

## Statistiques
Pour les significations des abréviations, voir Statistiques du hockey sur glace.
| Saison       | Équipe                       | Ligue        |     | Saison régulière | Saison régulière | Saison régulière | Saison régulière | Saison régulière |   | Séries éliminatoires | Séries éliminatoires | Séries éliminatoires | Séries éliminatoires | Séries éliminatoires |
| Saison       | Équipe                       | Ligue        | PJ  | B                | A                | Pts              | Pun              | PJ               | B | A                    | Pts                  | Pun                  |                      |                      |
| 1996-1997    | Gouverneurs de Ste-Foy       | Midget AAA   | 40  | 4                | 22               | 26               | 49               | 10               | 3 | 4                    | 7                    |                      |                      |                      |
| 1997-1998    | Cataractes de Shawinigan     | LHJMQ        | 59  | 8                | 28               | 36               | 60               | 6                | 0 | 1                    | 1                    | 10                   |                      |                      |
| 1998-1999    | Cataractes de Shawinigan     | LHJMQ        | 69  | 13               | 32               | 45               | 116              | 6                | 0 | 2                    | 2                    | 6                    |                      |                      |
| 1999-2000    | Islanders de New York        | LNH          | 60  | 4                | 4                | 8                | 38               | -                | - | -                    | -                    | -                    |                      |                      |
| 2000-2001    | Islanders de New York        | LNH          | 14  | 0                | 1                | 1                | 12               | -                | - | -                    | -                    | -                    |                      |                      |
| 2000-2001    | Lock Monsters de Lowell      | LAH          | 22  | 1                | 3                | 4                | 17               | -                | - | -                    | -                    | -                    |                      |                      |
| 2000-2001    | Falcons de Springfield       | LAH          | 34  | 0                | 6                | 6                | 18               | -                | - | -                    | -                    | -                    |                      |                      |
| 2001-2002    | Falcons de Springfield       | LAH          | 35  | 4                | 9                | 13               | 16               | -                | - | -                    | -                    | -                    |                      |                      |
| 2001-2002    | Lightning de Tampa Bay       | LNH          | 36  | 0                | 0                | 0                | 12               | -                | - | -                    | -                    | -                    |                      |                      |
| 2002-2003    | Rampage de San Antonio       | LAH          | 43  | 3                | 8                | 11               | 58               | -                | - | -                    | -                    | -                    |                      |                      |
| 2002-2003    | Panthers de la Floride       | LNH          | 34  | 1                | 8                | 9                | 14               | -                | - | -                    | -                    | -                    |                      |                      |
| 2003-2004    | Panthers de la Floride       | LNH          | 57  | 3                | 10               | 13               | 51               | -                | - | -                    | -                    | -                    |                      |                      |
| 2004-2005    | Prolab de Thetford Mines     | LNAH         | 19  | 7                | 15               | 22               | 8                | 17               | 2 | 7                    | 9                    | 11                   |                      |                      |
| 2005-2006    | Capitals de Washington       | LNH          | 52  | 4                | 9                | 13               | 50               | -                | - | -                    | -                    | -                    |                      |                      |
| 2006-2007    | Sharks de Worcester          | LAH          | 24  | 3                | 15               | 18               | 42               | -                | - | -                    | -                    | -                    |                      |                      |
| 2006-2007    | Bulldogs de Hamilton         | LAH          | 53  | 7                | 14               | 21               | 52               | 22               | 2 | 6                    | 8                    | 33                   |                      |                      |
| 2007-2008    | Bulldogs de Hamilton         | LAH          | 35  | 6                | 6                | 12               | 38               | -                | - | -                    | -                    | -                    |                      |                      |
| 2008-2009    | Lions de Francfort           | DEL          | 49  | 5                | 16               | 21               | 82               | 5                | 0 | 1                    | 1                    | 6                    |                      |                      |
| 2009-2010    | Hamburg Freezers             | DEL          | 56  | 5                | 19               | 24               | 102              | -                | - | -                    | -                    | -                    |                      |                      |
| 2010-2011    | Isothermic de Thetford Mines | LNAH         | 6   | 1                | 2                | 3                | 0                | 8                | 2 | 3                    | 5                    | 12                   |                      |                      |
| 2011-2012    | Isothermic de Thetford Mines | LNAH         | 7   | 0                | 2                | 2                | 4                | -                | - | -                    | -                    | -                    |                      |                      |
| Totaux LAH   | Totaux LAH                   | Totaux LAH   | 246 | 24               | 61               | 85               | 241              | 22               | 2 | 6                    | 8                    | 33                   |                      |                      |
| Totaux LNH   | Totaux LNH                   | Totaux LNH   | 253 | 12               | 32               | 44               | 177              | -                | - | -                    | -                    | -                    |                      |                      |
| Totaux DEL   | Totaux DEL                   | Totaux DEL   | 105 | 10               | 35               | 45               | 184              | 5                | 0 | 1                    | 1                    | 6                    |                      |                      |
| Totaux LNAH  | Totaux LNAH                  | Totaux LNAH  | 32  | 8                | 19               | 27               | 12               | 25               | 4 | 10                   | 14                   | 23                   |                      |                      |
| Totaux LHJMQ | Totaux LHJMQ                 | Totaux LHJMQ | 128 | 21               | 60               | 81               | 176              | 12               | 0 | 3                    | 3                    | 16                   |                      |                      |

### En équipe nationale
| Année | Équipe | Compétition                 |   | PJ | B | A | Pts | Pun                |  | Résultat |
| 2000  | Canada | Championnat du monde junior | 7 | 0  | 0 | 0 | 8   | Médaille de bronze |  |          |

## Trophées et honneurs personnels
- Ligue de hockey junior majeur du Québec
  - Nommé dans l’équipe d'étoiles des recrues en 1998.
- Ligue canadienne de hockey
  - Nommé dans l’équipe d'étoiles des recrues en 1998.
- Championnat du monde junior de hockey sur glace
  - Gagne la médaille de bronze avec Équipe Canada junior en 2000.
- Ligue américaine de hockey
  - Gagne la Coupe Calder avec les Bulldogs de Hamilton en 2007.